# 錫萊茨 (切爾沃諾赫拉德市鎮)
50°17′57″N 24°11′53″E / 50.29917°N 24.19806°E
錫萊茨（烏克蘭語：Сілець），是烏克蘭西部利維夫州的村落，隸屬舍普季茨基区的切爾沃諾赫拉德市鎮，始建於1468年，面積74.88平方公里，2022年人口3,250，人口密度每平方公里51.4人。